# Haute Côte
La Haute Côte (en suédois : Höga kusten) est une partie de la côte suédoise du golfe de Botnie, située sur les communes de Kramfors, de Härnösand et d'Örnsköldsvik. Ce site reconnu pour la recherche sur l'isostasie, le phénomène ayant été reconnu et étudié pour la première fois dans cette région. Depuis la fin de la dernière glaciation, la région a connu un relèvement de l'ordre de 285 mètres, entraînant l'émergence de nouvelles terres.
En 2000, la Haute Côte a été inscrite sur la liste du patrimoine mondial de l'UNESCO.